# Николо-Черкизово
Николо-Черкизово — деревня  в Московской области России. Входит в городской округ Химки. Население — 84 чел. (2010).

## География
Деревня Николо-Черкизово расположена в центральной части Московской области, на юго-западе округа, примерно в 16 км к западу от центра города Химки  и в 33 км к югу от города Солнечногорска, у границы с Красногорским районом, у истоков реки Баньки бассейна Москвы-реки.
В деревне 23 улицы, зарегистрировано 3 садовых товарищества. Ближайшие населённые пункты — деревни Большаково, Брёхово и посёлок санатория «Энергия».

## История
В «Списке населённых мест» 1862 года Никольское — владельческое сельцо 3-го стана Московского уезда Московской губернии по левую сторону просёлочного Пятницкого тракта (между Николаевской железной дорогой и Волоколамским трактом), в 26 верстах от губернского города, при колодце, с 11 дворами и 92 жителями (43 мужчины, 49 женщин).
По данным на 1890 год входило в состав Черкизовской волости Московского уезда, число душ составляло 131 человек.
В 1913 году — 37 дворов, земское училище, 2 чайных лавки, мелочная лавка.
По материалам Всесоюзной переписи населения 1926 года — деревня Фёдоровского сельсовета Ульяновской волости Московского уезда, проживал 226 жителей (106 мужчин, 120 женщин), насчитывалось 46 хозяйств, среди которых 44 крестьянских.
С 1929 года — населённый пункт в составе Сходненского района Московского округа Московской области. Постановлением ЦИК и СНК от 23 июля 1930 года округа как административно-территориальные единицы были ликвидированы.
1929—1932 гг. — деревня Юрловского сельсовета Сходненского района.
1932—1940 гг. — деревня Юрловского сельсовета Красногорского района.
1940—1960 гг. — деревня Юрловского сельсовета Химкинского района.
1960—1963 гг. — деревня Кутузовского сельсовета Солнечногорского района.
1963—1965 гг. — деревня Кутузовского сельсовета Солнечногорского укрупнённого сельского района.
1965—1994 гг. — деревня Кутузовского сельсовета Солнечногорского района.
В 1994 году Московской областной думой было утверждено положение о местном самоуправлении в Московской области, сельские советы как административно-территориальные единицы были преобразованы в сельские округа.
В 1994—2004 годах деревня входила в Кутузовский сельский округ Солнечногорского района, в 2005—2019 годах — в Кутузовское сельское поселение Солнечногорского муниципального района, в 2019—2022 годах  — в состав городского округа Солнечногорск, с 1 января 2023 года включена в состав городского округа Химки.

## Население
| 1859 | 1890 | 1899 | 1926 | 1966 | 1998 | 2002 |
| ---- | ---- | ---- | ---- | ---- | ---- | ---- |
| 92   | ↗131 | ↗163 | ↗226 | ↘148 | ↘36  | ↗54  |
| 2010 |      |      |      |      |      |      |
| ↗84  |      |      |      |      |      |      |